# Guillena
Guillena is een gemeente in de Spaanse provincie Sevilla in de regio Andalusië met een oppervlakte van 227 km². In 2007 telde Guillena 9995 inwoners.

## Demografische ontwikkeling
Bron: INE; 1857-2011: volkstellingen

## Geboren in Guillena
- José Velázquez Sánchez (29 januari 1937), Spaans componist, muziekpedagoog en organist